# Coelorinchus mirus
Coelorinchus mirus es una especie de pez de la familia Macrouridae en el orden de los Gadiformes.

## Morfología
• Los machos pueden llegar alcanzar los 35 cm de longitud total.

## Hábitat
Es un pez bentopelágico y marino de aguas  templadas que vive entre 130-400 m de profundidad.

## Distribución geográfica
Es un endemismo de Australia.